# عبد الحميد احساين
عبد الحميد احساين (1932م - 21 ديسمبر 1992م)، هو من أعلام القراءة والتجويد في المغرب، صاحب البرنامج الشهير كيف نقرأ القرآن، ومؤسس رابطة المجودين بالمغرب.

## سيرته
ولد الشيخ عبد الحميد احساين سنة 1932م بمدينة الرباط. ألحقه والده السيد محمد احساين بالكتاب القرآني و كان هو يحب أن يذهب إلى الكتاب لكي يتعلم و يحفظ القرآن الكريم. كانت بداية عمله في الإذاعة الوطنية حيث كانت لديه موهبة إعلامية وكان يجيد كذلك اللغة الفرنسية فأسندت له مهمة الإشراف على البرامج العربية بالإذاعة الوطنية. فكرة التلقين القرآني المعلم كانت فكرة مشتركة بين الشيخين محمود خليل الحصري والشيخ عبد الحميد احساين، كانت هناك جلسات تعقد بينهما و الشيخ محمود خليل الحصري هو الذي اقترح عليه بأن يدرج هذا البرنامج من الترتيل القرآني المعلم. أسس الشيخ عبد الحميد احساين برنامج يسمى كيف نقرأ القرآن حيث كان الهدف منه هو تعليم المغاربة كيف يقرأون القرآن برواية ورش عن نافع، كما أسس أول رابطة للمجودين تضم ثلة من السادة العلماء والمشايخ في ترتيل القرآن الكريم و تجويده إذ كانت هذه الرابطة لبنة لانطلاق تعليم التجويد بالمغرب على إثرها أسست دار القرآن بالمغرب في سنوات الستينات من القرن العشرين. عينه الملك الحسن الثاني أول مقرئ للمسيرة القرآنية الرمضانية سنة 1402هـ.

## وفاته
توفي مساء يوم الاثنين 21 ديسمبر سنة 1992م.

## من تلاميذه
- تتلمذ على يد الشيخ عبد الحميد احساين العشرات بل والآلاف من التلاميذ الذين يقومون اليوم بدور كبير في خدمة القراء والدين الإسلامي كأئمة وأساتذة وأطر عليا، ويعود سبب هذه الكثرة من التلاميذ الى شيئين:

1. أثر البرامج الإذاعة التي كان يعدها الشيخ عبد الحميد عبر أثير الإذاعة الوطنية المغربية وأشهرها برنامج (كيف نقرأ القرآن)
2. أثر مركز (دار القرآن) التي أسسها مجموعة من العلماء عير رابطة المجودين بالمغرب من بينهم الشيخ مولاي المصطفى العلوي وعثمان جوريو وعبد الله الجراري وقد تولى إدارتها في الثمانينات الشيخ عبد الحميد احساين، وبعد وفاة الشيخ تم نقل المدرسة الى حي ديور الجامع لتحمل اسم (مدرسة عبد الحميد احساين) ثم لتنتقل بعد ذلك الى مدينة تمارة تحت اسم (مدرسة عبد الحميد احساين للتعليم العتيق)
وأما عن أسماء تلاميذ احساين فيصعب حصرهم لكثرتهم واتساع رقعتهم، ونذكر منهم القراء محمد فلالي وعبد الفتاح الفريسي ومحمد الشطبي، وأحمد بابا العلوي.

## وصلات خارجية
- عبد الحميد احساين على موقع أرشيف الشارخ.